# 1969 aux États-Unis
Pour des articles plus généraux, voir Chronologie des États-Unis et 1969.
Chronologie des États-Unis
- 1965
- 1966
- 1967
- 1968
- 1969
- 1970
- 1971
- 1972
- 1973

Cette page concerne des événements d'actualité qui se sont produits durant l'année 1969 du calendrier grégorien aux États-Unis.

## Gouvernement
- Président : Lyndon B. Johnson jusqu'au 20 janvier, puis Richard Nixon
- Vice-président : Hubert Humphrey jusqu'au 20 janvier, puis Spiro Agnew
- Secrétaire d'État : Dean Rusk jusqu'au 20 janvier, puis William P. Rogers
- Chambre des représentants - Président : John William McCormack (Parti démocrate)

## Événements
L'année 1969 aux États-Unis est marquée par quelques événements majeurs, dont l'investiture du président Nixon, les émeutes de Stonewall à Greenwich Village, le festival de Woodstock, l'occupation d'Alcatraz et des manifestations contre la guerre du Viêt Nam.
- 1er janvier : majoration de 3 milliards de dollars des cotisations sociales. Les recettes de l'impôt sur le revenu sont également supérieures de 5 milliards de dollars aux prévisions des autorités.
- 20 janvier : Richard Nixon succède à Lyndon Johnson à la présidence des États-Unis (jusqu'en 1974)[1].
- 28 janvier : l'explosion d'un appareil de forage de pétrole en Californie provoque une énorme marée noire.
- 24 février : 26e cérémonie des Golden Globes
- 18 mars : Opération Menu. Le président Nixon ordonne des bombardements aériens sur le Cambodge par les B52. L'objectif de l'opération est de détruire les voies de ravitaillement du Vietcong. L'US Air Force largue 108 000 tonnes de bombes pendant l'opération.
- 2 avril : arrestation de 21 dirigeants de la section new-yorkaise du Black Panther Party ; ils sont inculpés d'« association de malfaiteurs en vue de commettre des actes de terrorisme ». Ils sont tous acquittés le 13 mai 1971.
- 14 avril : 41e cérémonie des Oscars.
- 30 avril : l'effectif militaire terrestre engagé au Vietnam atteint son niveau maximal : 543 482 hommes déployés sur le théâtre vietnamien.
- 9 mai : le New York Times rapporte les bombardements secrets au Cambodge dans l'un de ses articles. Afin de découvrir qui, au gouvernement, est à l'origine de cette fuite, le FBI met sous écoute la ligne téléphonique de Morton Halperin, un aide d'Henry Kissinger, alors conseiller à la Défense Nationale.
- 15 mai : Le gouverneur de Californie Ronald Reagan envoie 2 200 hommes de la police et de la Garde nationale occuper militairement la ville et l'université de Berkeley, qui connait d'importantes manifestations d'étudiants.
- 28 juin : début des émeutes de Stonewall. Des homosexuels des deux sexes, réunis pour porter le deuil de l’actrice Judy Garland s’affrontent violemment avec la police dans le bar Stonewall Inn à Greenwich Village (New York) dans la nuit du 27 au 28 juin. De cette bagarre naît le mouvement pour la libération des gays et des lesbiennes.
- 29 juin : début du Harlem Cultural Festival (tous les dimanches jusqu’au 24 août).
- 30 juin : Revenue and Expenditure Control Act. Assouplissement de la politique de rigueur commencé sous l'administration Johnson.
- La surtaxe sur le revenu des ménages et sur le bénéfice des entreprises est reconduite pour un an mais réduite à 5 %. Le crédit d'impôt sur l'investissement est rétabli sous une durée de 6 mois.
- Réduction des dépenses fédérales de 2 milliards de dollars, en dépit d'une majoration par le Congrès des prestations sociales de 4 milliards de dollars. Instauration d'un plafond pour les dépenses militaires.
- Nouveaux allègements fiscaux sur les familles à bas revenus. Lutte contre l'inflation avec contrôle gouvernemental des salaires et des prix.
  - Le budget fédéral reste en équilibre, au prix d'un ralentissement de l'économie.
- 18 juillet : le sénateur démocrate Ted Kennedy survit à un accident de voiture, mais sa passagère meurt noyée. Cet accident cause un important scandale au sénateur qui perdra toutes ses chances pour les présidentielles américaines.
- 21 juillet : les astronautes Neil Armstrong et Buzz Aldrin, après un atterrissage mouvementé dans la mer de la Tranquillité, font leurs premiers pas sur la Lune. Armstrong, qui est le premier à sortir du module lunaire, prononce sa phrase devenue depuis célèbre « C'est un petit pas pour un homme, mais un bond de géant pour l'Humanité »
- 25 juillet : à Guam, le président Nixon énonce une doctrine selon laquelle les peuples victimes d’une agression communiste non nucléaire devront d’abord se défendre eux-mêmes et qu’ils ne pourront plus compter sur l’aide directe des soldats américains.
- 31 juillet : retrait du Corps des Marines des États-Unis du Vietnam, commencement du retrait américain de la péninsule asiatique.

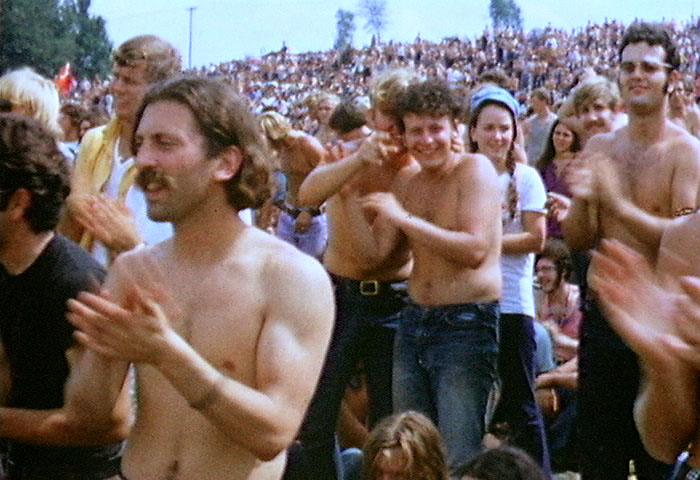
15-18 août : festival de Woodstock.

- 15 - 18 août : l'immense Festival de Woodstock rassemble une centaine d'artistes et plusieurs centaines de milliers de hippies. Le festival devient le symbole de la naissance de la contre-culture individualiste et multiculturaliste, s'opposant à la culture populaire et traditionnelle, symbolisée par la guerre du Vietnam.
- 17 - 18 août : Ouragan Camille.
- 21 septembre : lancement de l'opération Interception par le président Nixon visant à lutter contre le trafic de drogue qui s'opère à la frontière américano-mexicaine. Malgré le déploiement d'importants moyens terrestres, aériens et navals à la frontière, l'opération est abandonnée 20 jours après son commencement. Mais elle réussit à faire de la lutte contre la drogue une priorité nationale, popularisant la "War on Drugs" du gouvernement américain.
- 15 octobre : Viêt Nam Moratorium Day. Deux millions de personnes manifestent contre la guerre du Viêt Nam dans tous les États-Unis.
- 12 novembre : arrestation de Sam Melville, militant d'extrême-gauche, condamné pour avoir effectué plusieurs attentats en protestation contre la guerre du Viêt Nam et l'impérialisme américain.
- 3 novembre : Discours du président Nixon, Il appelle la "grande Majorité silencieuse" des américains à faire preuve de patience et à se rassembler derrière lui pour les négociations avec Hanoï afin de mettre fin à la guerre.
- 15 novembre : 250 000 à 500 000 personnes manifestent pacifiquement contre la guerre du Viêt Nam à Washington, D.C.
  - La décision prise par le nouveau président de renforcer encore le corps expéditionnaire américain au Vietnam (qui atteint 550 000 soldats en 1969) oblige à augmenter de nouveau les effectifs de l'armée. Le gouvernement Nixon instaure la Draft Lottery, sorte de tirage au sort sur la base des jours de naissance servant à choisir les appelés (en âge de combattre) afin que chacun participe à l'effort de guerre
- 20 novembre : 78 Indiens occupent l’Île d'Alcatraz pour protester contre leur condition misérable. Ils seront 600 à la fin du mois.
- 4 décembre : assassinat par la police de Chicago des militants des Blacks Panthers Fred Hampton et Marck Clark dans leur appartement.
- 24 décembre : le président Nikolaï Podgorny (Union soviétique) et Nixon ratifient un traité de non-dissémination nucléaire.
- 30 décembre : Mine Health and Safety Act. Loi du Congrès créant une agence fédérale chargée de la santé et de la sécurité des mineurs.
  - Tax Reform Act. Nouvelles déductions fiscales pour les ménages gagnant moins de 1000 $ par mois. Hausse des droits d'accise sur le téléphone et l'automobile. La loi instaure également le premier impôt proportionnel des États-Unis, fixé à 10 %.
- 31 décembre : retrait de 50 000 soldats américains du Viêt Nam (115 000 au total à la fin de l’année). Il reste environ 475 200 militaires américains déployés au Vietnam.

## Économie et société
- Lancement de l'ARPANET, ancêtre de l'Internet.
- 3,4 % de chômeurs
- 4,7 % d'inflation, un plus haut depuis la Guerre de Corée.
- 932 milliards de dollars de PNB.
- De 1969 à 1974, le budget fédéral passe de 200 à 300 milliards de dollars et 40 % sont consacrés aux dépenses sociales. Prix et salaires sont soumis à un sévère contrôle gouvernemental.
- 190,3 milliards de dollars pour le budget national.
- 51,3 milliards de dollars affectés aux dépenses sociales.
- Excédent budgétaire de 7,2 milliards de dollars.
- Le budget militaire atteint un maximum de 81 milliards de dollars (9,5 % du PIB), dont 43 % est absorbé par le conflit vietnamien.
- 43 % des familles noires sont officiellement pauvres. Le salaire d’un Noir ne représente pas 60 % de celui d’un Blanc. Les Noirs et autres citoyens de couleur ont deux fois plus de risque d’être au chômage.

## Vietnam
- L'engagement militaire américain atteint son maximum au Viêt Nam.
  - 550 000 soldats de l'US Army et de l'US Marine Corps sont déployés sur le terrain
  - L'US Air Force déploie 58 000 hommes dans la péninsule chargés de mener des missions de bombardement et d'appui aérien avec 1 840 avions de combat (dont 670 B52) et 2 850 hélicoptères.
  - L'US Navy maintient 4 porte-avions sur zone.
  - Le budget alloué au conflit atteint les 35 milliards de dollars par an.
  - 47 363 soldats ont été tués depuis le déploiement des premiers Marines au Sud-Vietnam en 1965.
- 70 milliards de $ ont été dépensés depuis le début du conflit en 1965

### Oscars
La 41e cérémonie de remise des prix des Oscars du cinéma s'est déroulée le lundi 14 avril 1969 au Dorothy Chandler Pavilion à Los Angeles et a récompensé des films sortis en 1968 :
- Oscar d'honneur : John Chambers et Onna White
- Meilleur film : Oliver !, film britannique de Carol Reed
- Meilleur réalisateur : Carol Reed, pour Oliver !
- Meilleur acteur : Cliff Robertson dans Charly de Ralph Nelson
- Meilleure actrice : Katharine Hepburn dans Le Lion en hiver d'Anthony Harvey et Barbra Streisand dans Funny Girl de William Wyler
- Meilleur film documentaire : Journey Into Self produit par Bill McGaw[2]
- Meilleure musique de film : John Barry pour Le Lion en hiver d'Anthony Harvey
- Meilleur film en langue étrangère : Guerre et Paix (Voïna i Mir) film soviétique de Serguei Bondartchouk •  Union soviétique (en russe)

## Naissances en 1969
- 5 janvier : Marilyn Manson, chanteur américain
- 6 janvier: Norman Reedus, Acteur américain
- 14 janvier : Jason Bateman, acteur américain
- 11 février : Jennifer Aniston, comédienne américaine
- 28 février : Robert Sean Leonard, comédien américain
- 27 mars : Pauley Perrette, actrice américaine.
- 16 mai :
  - David Boreanaz, acteur américain.
  - Tucker Carlson, éditorialiste et animateur de télévision américain.
- 25 mai : Anne Heche, actrice américaine
- 20 juillet : Josh Holloway, mannequin et acteur américain.
- 24 juillet : Jennifer Lopez, actrice et chanteuse américaine
- 14 août : Tracy Caldwell, astronaute américaine
- 18 août : Edward Norton, acteur américain
- 3 octobre : Gwen Stefani, chanteuse américaine
- 28 octobre : Ben Harper, guitariste, auteur, compositeur et chanteur américain.
- 4 novembre : P. Diddy, rappeur et producteur américain.

## Décès en 1969
- 29 janvier : Allen Dulles, 75 ans, diplomate américain, ancien directeur de la CIA. (° 7 avril 1893)
- 26 mars : John Kennedy Toole, 31 ans, écrivain américain. (° 17 décembre 1937)
- 28 mars : Dwight Eisenhower, 78 ans, militaire et 34e président des États-Unis (° 14 octobre 1890)
- 19 mai : Coleman Hawkins, 64 ans, musicien de jazz américain. 21 novembre 1904)
- 27 mai : Jeffrey Hunter, 42 ans, acteur américain. (° 25 novembre 1926)
- 14 juin : Wynonie Harris, 53 ans, chanteur de blues et de rhythm and blues américain (° 24 août 1915).
- 22 juin : Judy Garland, 47 ans, actrice. (° 10 juin 1922)
- 9 août : Sharon Tate, 26 ans, actrice américaine, assassinée. (° 24 janvier 1943)
- 31 août : Rocky Marciano, 36 ans, boxeur américain. (° 1er septembre 1933)
- 21 octobre : Jack Kerouac (Jean-Louis Kerouac), 46 ans, écrivain américain. (° 12 mars 1922)
- 22 décembre : Josef von Sternberg, 75 ans, réalisateur américain. (° 29 mai 1894)